# Свети Спас (Вишни)
„Свети Спас“ или „Възнесение Христово“ (на македонска литературна норма: „Свети Спас“, „Вознесение Христово“) е скална православна църква край стружкото село Вишни, Северна Македония. Днес църквата е част от Дебърско-Кичевската епархия.
Разположена е на около 2 километра североизточно от селото, по каньона на река Сушица в местността Търпезите, на височина от 90 метра. До пещерата се стига по тесен път, на който в по-ново време е направен железен парапет. Днес от стария храм, направен от дървен материал, са останали само следи. Лошото състояние на стенописите се дължи преди всичко на непосредственото въздействие на атмосферна влага, която по време на влажните интервали от годината навлиза в църквата и причинява механични ерозии. В апсидалния дял е изобразена Света Богородица Спилиотиса, тоест Пещерна, в поза Оранта, с малкия Христос на гърдите, а под нея е голямата композиция Служба на Светите архиереи – Свети Василий Велики и Свети Йоан Златоуст. Те се поклоняват на Светата трапеза, на която е положен малкият Христос. На северната страна са изобразени Светите врачи – Свети Козма и Дамян, а до тях Светиците – мъченици Света Марина, Света Неделя, Света Текла и Света Петка.
Зографът е неизвестен и демонстрира солидно майсторство при вписването на фигурите в неравното пространство без те да губят от реалността на формите и пропорциите. Фреските датират от края на XIV век, според характеристиките на образите.